# World Demise
World Demise (Fallecimiento del Mundo) es el cuarto disco de estudio de la banda de death metal Obituary publicado en el año 1994 por el sello discográfico Roadrunner Records.

## Lista de canciones
1. "Don't Care" – 3:08
2. "World Demise" – 3:43
3. "Burned In" – 3:32
4. "Redefine" – 4:39
5. "Paralyzing" – 4:57
6. "Lost" – 3:59
7. "Solid State" – 4:38
8. "Splattered" – 4:15
9. "Final Thoughts" – 4:08
10. "Boiling Point" – 3:10
11. "Set in Stone" – 4:52
12. "Kill for Me" – 6:01

### Pista adicional 1998 Roadrunner Remasters
1. "Killing Victims Found" – 5:05
2. "Infected [Live]" – 5:00
3. "Godly Beings [Live]" – 2:01
4. "Body Bag [Live]" – 5:59

## Músicos
- John Tardy - Voces
- Allen West - Guitarras
- Trevor Peres - Guitarras
- Frank Watkins - Bajo
- Donald Tardy - Batería